# Принсеп, Джеймс Фредерик Маклауд
Джеймс Фре́дерик Макла́уд При́нсеп (англ. James Frederick McLeod Prinsep; 27 июля 1861 — 22 ноября 1895) — английский футболист, крикетист и военный. Выступал за футбольные клубы «Клэпем Роверс» и «Олд Картузианс», провёл 1 матч за национальную сборную Англии. На протяжении более чем 120 лет удерживал рекорды как самый молодой игрок в истории сборной Англии, а также как самый молодой игрок в финале Кубка Англии. Оба рекорда были побиты только в XXI веке.

## Биография
Родился в Симле (ныне — Шимла) в Британской Индии в семье торговца Джона Принсепа. С 1874 по 1877 год учился в школе Чартерхаус, играл за школьную футбольную команду в 1876 и 1877 году, а также за крикетную команду школы.
В июле 1891 года женился на Эвелин Элизабет Кэмпбелл. В браке родилось трое детей.
Умер 22 ноября 1895 года, находясь в отпуске в Нэрне (Шотландия). Заболел после игры в гольф в дождливый день, у него началась пневмония. Через несколько дней болезни умер от сепсиса и почечной недостаточности.

## Футбольная карьера
После окончания школы играл за «Клэпем Роверс» и «Олд Картузианс» (команду выпускников Чартерхауса). В составе «Клэпем Роверс» сыграл в Кубке Англии сезона 1878/79, дойдя до финала. 29 марта 1879 года вышел в составе «Клэпем Роверс» в финале Кубка Англии против «Олд Итонианс». На тот момент ему было 17 лет и 245 дней и он стал самым юным участником финала Кубка Англии в истории. Рекорд продержался 125 лет и был побит только в 2004 году игроком «Миллуолла» Кертисом Уэстоном, вышедшим на замену в финале Кубка Англии 2004 года против «Манчестер Юнайтед» в возрасте 17 лет и 119 дней. «Олд Итонианс» одержал в том матче победу со счётом 1:0.
5 апреля 1879 года Принсеп провёл свою единственную игру за национальную сборную Англии в матче против сборной Шотландии на лондонском стадионе «Сарри Крикет Граунд». В той игре англичане обыграли шотландцев со счётом 5:4. В возрасте 17 лет и 252 дней Принсеп стал самым молодым игроком сборной Англии за всю историю. Этот рекорд продержался 123 года и был побит 12 февраля 2003 года Уэйном Руни, который дебютировал за сборную Англии в матче против Австралии в возрасте 17 лет и 111 дней
В 1881 году вновь сыграл в финале Кубка Англии, но на этот раз — в составе клуба «Олд Картузианс». Его новой команде удалось разгромить «Олд Итонианс» со счётом 3:0 и завоевать Кубок Англии.
Выступал на позиции хавбека. Чарльз Олкок описал его так: «всегда спокойный, крепко стоящий на ногах, сочетающий силу с высокой точностью» и отметил, что он «может бить по мячу из любой позиции и превосходно пасует мяч своим нападающим».
Помимо клубов и сборной Принсеп также играл в футбол за сборные Суррея, Лондона, «Севера» против «Юга» и сборную «Остальной Англии».

## Крикет
Играл в крикет за клубы «Фри Форестерс» и «Грей Фрайарс».

## Военная карьера
Окончил Королевское военное училище в Сандхерсте. Играл в футбол за футбольную команду училища.
В 1882 году был зачислен в Эссекский полк. Участвовал в подавлении восстания махдистов. В 1884 году спас однополчанина от утопления в одном из порогов Нила, за что был награждён бронзовой медалью Королевского гуманистического сообщества. В 1885 году получил ещё одну такую же медаль за спасение суданского моряка из Нила. В 1885 году в звании майора был откомандирован в армию Египта. В 1890 году был переведён в береговую охрану Египта, где и служил до самой своей смерти в звании заместителя генерал-инспектора.

## Достижения
«Клэпем Роверс»
- Финалист Кубка Англии: 1879

«Олд Картузианс»
- Обладатель Кубка Англии: 1881